# Nový Knín
Nový Knín (deutsch Neuknin) ist eine alte böhmische Königsstadt mit 1.779 (1. Januar 2005) Einwohnern in der Region Středočeský kraj (Tschechien). Sie liegt in der Dobříšská pahorkatina im Tal der Kocába, in die am nördlichen Stadtrand der Voznický potok mündet.

## Geschichte
Bereits 1186 wurde es als Hof erwähnt, in dem sich der Herzog Friedrich aufhielt und den sogenannten Kniner Vertrag unterzeichnete, in dem die Zugehörigkeit Mährens zu Böhmen ratifiziert wurde. Für Mähren unterzeichnete damals der Markgraf Otto von Znaim. Während der Hussitenkriege wurde die Stadt 1424 durch Heere des Jan Žižka niedergebrannt. Der böhmische König Georg von Podiebrad erneuerte 1461 die Rechte einer Königsstadt. Während des Dreißigjährigen Krieges fiel die Stadt nach dem Durchzug der Schweden 1639 erneut den Flammen zum Opfer. 1776 wurde auf Erlass der Kaiserin Maria Theresia im Ort eine Imkerschule eingerichtet. Berühmt wurde die Stadt auch durch Goldfunde in der Gegend.

## Ortsteile
- Hranice
- Chramiště
- Kozí Hory
- Libčice
- Sudovice

## Sehenswürdigkeiten
- Museum der Goldförderung

## Partnergemeinde
- Ledro, Italien: Am 28. Juni 2008 schlossen die Städte und Gemeinden Příbram, Všeň, Milín, Buštěhrad, Nový Knín, Ptice, Chyňava und Doksy einen Partnerschaftsvertrag mit dem italienischen Gemeindeverbund Val di Ledro, die beteiligten Gemeinden Pieve di Ledro, Bezzecca, Concei, Molina di Ledro, Tiarno di Sopra und Tiarno di Sotto fusionierten 2010 zur Gemeinde Ledro.[2]

## Söhne und Töchter der Stadt
- Anna Holinová, Geliebte des Dichters Jan Neruda
- Pavel Kalač, Chemiker